# Reservas estratégicas de petróleo
Las reservas estratégicas de petróleo consisten en el almacenaje de una cierta cantidad de petróleo por parte de un Estado para casos de emergencia. El objetivo es garantizar el abastecimiento durante un período mínimo, debido a que la mayoría de los países occidentales (sobre todo europeos) importan prácticamente el 100% del petróleo que consumen.
Estas reservas se establecieron en los países occidentales a raíz de la crisis del petróleo de 1973.
Las mayores reservas de petróleo son las pertenecientes a los países miembros de la Agencia Internacional de Energía y dentro de ellos una de las principales es la de Estados Unidos.
En España, la ley establece que se debe disponer de unas existencias mínimas de seguridad de 92 días equivalentes de consumo de los principales productos petrolíferos. Las compañías petroleras deben tener reservas para abastecer 50 de esos días, mientras que de los 42 restantes se encarga CORES (Corporación de Reservas Estratégicas de Productos Petrolíferos), bajo la tutela del Ministerio de Industria, Energía y Turismo.